# Laura Sigg

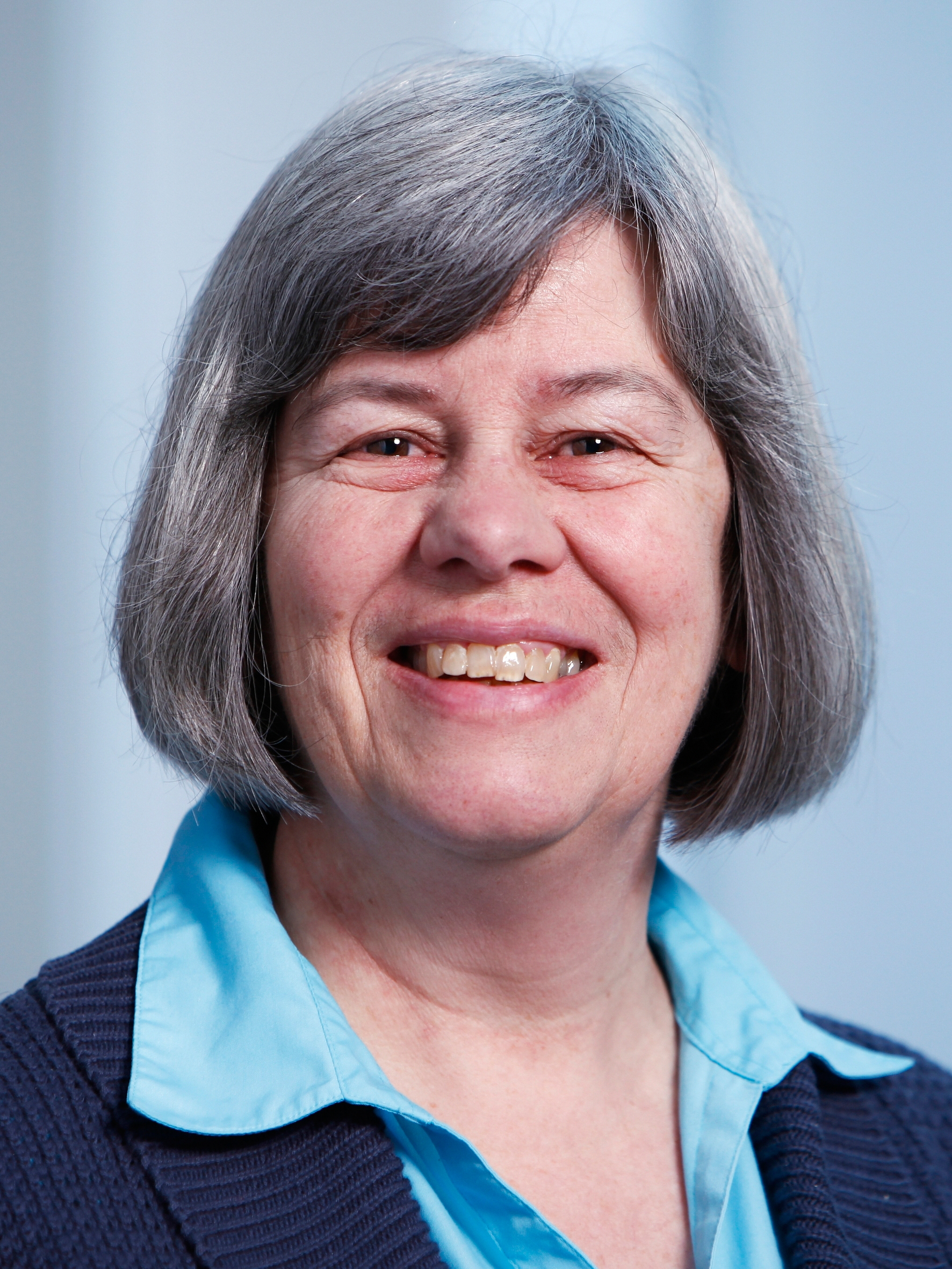
Laura Sigg (2011)

Laura Sigg (* 4. Juni 1951 in Schaffhausen) war 1991 bis 2015 Titularprofessorin an der Abteilung für Umweltnaturwissenschaften der ETH Zürich und 1980 bis 2015 Wissenschaftlerin und Gruppenleiterin unter anderem des Fachbereichs Chemische Analytik an der EAWAG (Eidgenössische Anstalt für Wasserversorgung, Abwasserreinigung und Gewässerschutz) in Dübendorf.

## Werdegang
Laura Sigg wurde am 4. Juni 1951 in Schaffhausen geboren. Sie lebte bis 1965 mit ihren Eltern in Paris, wo sie die Primar- und Sekundarschule besuchte. 1965 zog die Familie nach Bern. Hier besuchte Sigg das städtische Gymnasium und schloss 1970 mit der Matura Typ B ab. Danach studierte sie an der Universität Bern Chemie. Für ihre Dissertation wechselte sie an die ETH Zürich, wo sie an der EAWAG im Bereich der aquatischen Chemie über oberflächenchemische Reaktionen arbeitete. 1979 schloss sie ihre Dissertation ab. Danach setzte sie ihre Arbeit in einem Forschungsaufenthalt an der Technischen Hochschule Chalmers in Göteborg, Schweden, fort. Anschliessend kehrte sie an die EAWAG als wissenschaftliche Mitarbeiterin und Leiterin einer analytischen Forschergruppe zurück. 1986 habilitierte sie sich mit einer Arbeit über die chemischen Wechselwirkungen von Metallen in natürlichen Gewässern für das Gebiet der Limnologie. 1991 wurde sie zur Titularprofessorin an der ETH ernannt. Damit war sie damals eine der wenigen Frauen, die diesen Grad an der ETH Zürich erreicht hatten.

## Forschungsschwerpunkte
Siggs Forschungsschwerpunkte lagen in der Chemie natürlicher Gewässer, vor allem der Kreisläufe von Spurenmetallen in Seen, Flüssen und Grundwasser. Dazu gehören die Wechselwirkungen von Spurenelementen mit natürlichen und synthetischen Gebilden sowie mit den Oberflächen von Partikeln in Algen. Um mehr über diese komplexen Wechselwirkungen in der Natur zu erfahren, arbeitete ihre Arbeitsgruppe im Feld in verschiedenen Gewässern und führte im Labor Experimente an Modellsystemen durch. Zu diesem Schwerpunkt kommen ihre Forschungsarbeiten über das Verhalten von synthetischen Nanopartikeln in Gewässern und deren Effekte auf Algen und andere aquatische Organismen.
Sie engagierte sich auch für die Vermittlung und Diskussion von Fachwissen innerhalb ihrer Forschungsgebiete. Seit 1995 ist sie Mitherausgeberin von Aquatic Geochemistry, ebenso war sie von 2000 bis 2010 Mitherausgeberin der Fachzeitschrift Environmental Science & Technology.

## Ehrungen, Preise
- 1992 ehrte die Körber-Stiftung in Hamburg eine internationale Forschergruppe, darunter Laura Sigg, mit dem Förderpreis für Europäische Wissenschaften für ihre Forschungsarbeiten über Verunreinigungen im Grundwasser.[2]

## Publikationen
- mit Carole Guggenheim, Andreas Brand, Helmut Bürgmann, Bernhard Wehrli: Aerobic methane oxidation under copper scarcity in a stratified lake. In: Scientific Reports. Band 9, Nr. 1, Dezember 2019, doi:10.1038/s41598-019-40642-2.
- mit Werner Stumm: Aquatische Chemie. Einführung in die Chemie natürlicher Gewässer. Hochschulverlag AG an der ETH Zürich, Zürich 2016, ISBN 978-3-7281-3768-5.
  - mit Philippe Bera, Werner Stumm: Chimie des milieux aquatiques [cours et exercices corrigés]. Dunod, Paris 2014 (5. Auflage).
- mit Hanbin Xue: Cadmium speciation and complexation by natural organic ligands in fresh water. Sonderdruck aus: Analytica Chimica Acta. 363, 1998, S. 249–259.
- mit Rudolf Giovanoli, Rudolf Brütsch, Dieter Diem, Gertrud Osman-Sigg: The composition of settling particles in Lake Zürich. In: Aquatic Science. Band 42, Nr. 2. SpringerLink, 1980, doi:10.1007/BF02502429.